# マクベス (1948年の映画)
『マクベス』（Macbeth）は、1948年のアメリカ合衆国の歴史映画。原作はウィリアム・シェイクスピアによる戯曲『マクベス』であり、ジョン・エマーソン監督による1916年版に続いて映画史上6度目の映画化である。監督はオーソン・ウェルズであり、独自の解釈に基づく脚本が使われる。

## キャスト
- マクベス: オーソン・ウェルズ（吹替：今西正男）
- マクベス夫人（英語版）: ジャネット・ノーラン
- マクダフ（英語版）: ダン・オハーリー
- マルカム: ロディ・マクドウォール
- バンクォー: エドガー・バリア（英語版）
- 聖人: アラン・ネイピア（英語版）
- ダンカン: アースキン・サンフォード（英語版）

※日本語吹替・テレビ版・初回放送1962年1月8日『テレビ名画座』15:00-17:00